# Patiriella calcar
Patiriella calcar är en sjöstjärneart som först beskrevs av Jean-Baptiste Lamarck 1816.  Patiriella calcar ingår i släktet Patiriella och familjen Asterinidae. Inga underarter finns listade i Catalogue of Life.